# Sickertshofen
Sickertshofen ist ein  Gemeindeteil der Gemeinde Schwabhausen im oberbayerischen Landkreis Dachau. Der Weiler liegt südlich von Schwabhausen an der Landstraße nach Puchschlagen.

## Geschichte
Sickertshofen entstand aus einem ehemaligen Klostergut des Augustiner-Chorherrenstiftes Indersdorf, das im Mittelalter errichtet wurde.

## Baudenkmäler
Siehe auch: Liste der Baudenkmäler in Sickertshofen
- Katholische Kapelle Heilige Dreifaltigkeit